# G. (romanzo)
G. è un romanzo di John Berger del 1972. Esso, il più sperimentale tra i romanzi di Berger, ha vinto sia il James Tait Black Memorial Prize per la narrativa che il Booker Prize. In italiano è uscito per la prima volta nel 1974 presso Garzanti nella traduzione di Riccardo Mainardi.
Il romanzo, quasi picaresco, è ambientato nell'Europa prima della prima guerra mondiale, e il protagonista, G., è un personaggio alla Don Giovanni e Casanova che gradualmente acquisisce una consapevolezza politica in seguito alle sue disavventure in tutto il continente. 

## Edizioni italiane
- John Berger, G., Milano: Garzanti, 1974.
- John Berger, G., Milano: Il Saggiatore, 1996, ISBN 88-428-0305-7.
- John Berger, G., Vicenza: Neri Pozza, 2012, ISBN 978-88-545-0539-1.